# タイガー刑事
『タイガー刑事 』（たいがーでか、原題：特警屠龍、英題：Tiger Cage）は、1988年に公開されたユエン・ウーピン監督、ジャッキー・チュン、ドゥドゥ・チェン主演の香港アクション映画。

## あらすじ
麻薬シンジケートを壊滅すべく一丸となって挑む香港警察麻薬捜査課。そのなかには結婚を間近に控えたサウ刑事とシャーリーがいた。サウの潜入捜査の結果手下を殺されたギャングが結婚前夜にサウを襲い、彼はウエディングドレスを着た婚約者の腕の中で息絶える。犯人逮捕に血眼になるシャーリー、ユーと同僚の刑事達。しかし、麻薬シンジケートの罠は深く警察内部にまでおよんでいた。

## キャスト
- ジャッキー・チュン（張學友） - ユー
- ドゥドゥ・チェン（鄭裕玲） - シャーリー
- ドニー・イェン（甄子丹） - テリー
- サイモン・ヤム（任達華） - ホアン警視
- ン・マンタ（吳孟達） - 親父さんと慕われているベテラン刑事
- レオン・カーヤン（梁家仁） - サウ
- ワン・ロンウェイ（王龍威） -　シウ
- アイリーン・ワン（溫碧霞） - ユーの恋人エイミー
- スティーブン・バーウィック（Stephen Berwick） - アメリカのドラッグディーラー
- マイケル・ウッズ（Michael Woods） - ドラッグディーラーの部下
- ユエン・シュンイー（袁信義） - シウの部下
- フォン・ハックオン（馮克安） - 整備工
- ユエン・ウーピン（袁和平） - シウのボス

## 解説
この当時、香港アクション映画の世界を席巻していたのは、ジャッキー・チェン、サモ・ハン・キンポー、ユン・ピョウの所属していたゴールデン・ハーベスト。彼らは潤沢な製作費と多くのスタントマンを持っていた。一方、独立プロで予算も少なかったユエン・ウーピンにとってはこれが初めての現代アクションと位置づけられている。映画に出演しアクション指導も務めたドニー・イェンの著書『ドニー・イェン アクションブック』によると、ゴールデンハーベスト作品との違いを印象付けるために、彼のアクションに関しては細かいカット割りをせずロングショットで技を強調しようと監督に持ちかけたという。 

「我々にはほかに選択肢がなかった。劇中、モノが派手に壊れたか？高所からの落下シーンがあったか？どちらも「ノー」だ。それをやれる予算はなかった。そのかわり、ひたすらマイケル・ウッズと私はバトルをしまくった。純粋かつ独自のパフォーマンス、つまりマーシャルアーツの技を見せつけることに尽きた。」 

マイケル・ウッズはスティーブン・バーウィックとともにボストンの母の武館で知り合ったアメリカ人でドニーとは一緒にトレーニングを重ねた仲間であった。マイケルはこの後『クライム・キーパー 香港捜査官』『タイガー・コネクション』など何作にも渡りドニーと戦うことになる。

なお、この作品でドニーは出番以外のアクション指導にも参加していて、ワンカット、ジャッキー・チュンのキックシーンでスタントダブルも務めている。